# Géographie de l'Allemagne
L'Allemagne est un pays à la charnière de l'Europe occidentale et de l'Europe centrale situé entre le Benelux et la France à l'ouest, la mer du Nord, le Danemark, le Cattégat (fjord de Flensbourg) et la mer Baltique au nord, la Pologne et la République tchèque à l'est et la Suisse et l'Autriche au sud. On distingue en Allemagne plusieurs grands espaces : la grande plaine du Nord, les montagnes moyennes du centre (Mittelgebirge), le plateau bavarois et la vallée du Danube au Sud. Le pays est traversé par plusieurs grands fleuves, dont le Rhin, le Danube et l'Elbe.
État-nation unifié tardivement, l'Allemagne a connu des frontières instables, bouleversées plusieurs fois à la suite de guerres avec les pays voisins. Divisée entre 1949 et 1990, l'Allemagne réunifiée est le pays le plus peuplé de l'Union européenne. À l'inverse de la Grande-Bretagne ou de la France, aucun centre ne domine le réseau urbain. La population se répartit dans plusieurs pôles dont la Ruhr, la région Rhin-Main avec la ville principale de Francfort, les villes de Berlin, Hambourg et Munich et plusieurs métropoles secondaires.

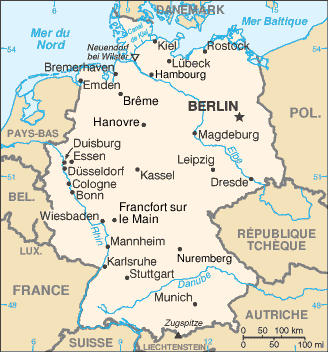
Carte de l'Allemagne

L'Allemagne dispose d'une situation privilégiée sur le continent européen : elle apparaît comme un passage entre l'Europe du Nord et l'Europe du Sud. Avec la disparition du rideau de fer et l'intégration des pays orientaux dans l'Union européenne, elle se retrouve au centre du continent. L'ouest du pays est traversé par la dorsale européenne, une région très peuplée et dynamique sur le plan économique. Les axes est-ouest devraient retrouver une certaine dynamique.
La RFA était une république rhénane, très axée sur l'Ouest de l'Europe. La France, ennemi héréditaire, est devenue le premier client et le premier fournisseur. Avec elle, elle a été un élément moteur de la construction de l'Europe politique. Au contraire, la RDA regardait vers l'Union soviétique et les démocraties populaires de l'Europe de l'Est. Depuis la réunification, l'enjeu géopolitique de l'Allemagne contemporaine est de retrouver une nouvelle place dans cette « Mitteleuropa » en train de se dessiner, surtout depuis l'intégration de nombreux pays d'Europe centrale et orientale à l'UE (2004). Elle dispose de nombreux atouts comme sa puissance économique, ses capacités d'investissement et sa langue (très parlée en Europe centrale) pour y arriver, même si l'intégration des nouveaux lands se révèle beaucoup plus difficile que prévu.

## Géographie physique

### Le relief de l'Allemagne
Le relief allemand est largement marqué par la glaciation de Würm. Ainsi il s'organise de façon simple : au sud de la Bavière, les Alpes constituent la marche la plus haute ; cependant les montagnes restent moins élevées (moins de 3 000 mètres) que dans les pays limitrophes. Puis on traverse une zone d'altitude modeste (moins de 1 500 mètres) avec des massifs hercyniens érodés (Mittelgebirge ou « montagne moyenne »), traversés par des cours d'eau encaissés (Rhin, Danube et leurs affluents). Cette région est riche en minerais de toutes sortes (uranium, fer, charbon, etc.) qui ont alimenté une industrie remontant parfois au Moyen Âge. Elle est semée d'intrusions d'origine volcanique comme l’Eifel ou le Rhön. Les principaux massifs sont le Massif Schisteux Rhénan, les monts Métallifères et le Hartz. Le fossé rhénan est soumis au risque sismique. Sur la bordure septentrionale des Mittelgebirge se trouve la région des Börde, rendue fertile par les dépôts de lœss.
Enfin, tout le nord du pays est formé de la Plaine d'Allemagne du nord. On y rencontre des paysages de collines, de lacs, de marécages et de chenaux postglaciaires. Sur la côte de la mer Baltique, de nombreux abris naturels ont permis l'aménagement de ports depuis le Moyen Âge. Sur le littoral de la mer du Nord, la Frise est un archipel d’îles sableuses exposées aux courants marins.
Les altitudes du pays sont données par rapport au niveau normal d'Amsterdam. Les chaînes et massifs montagneux les plus marquants sont :

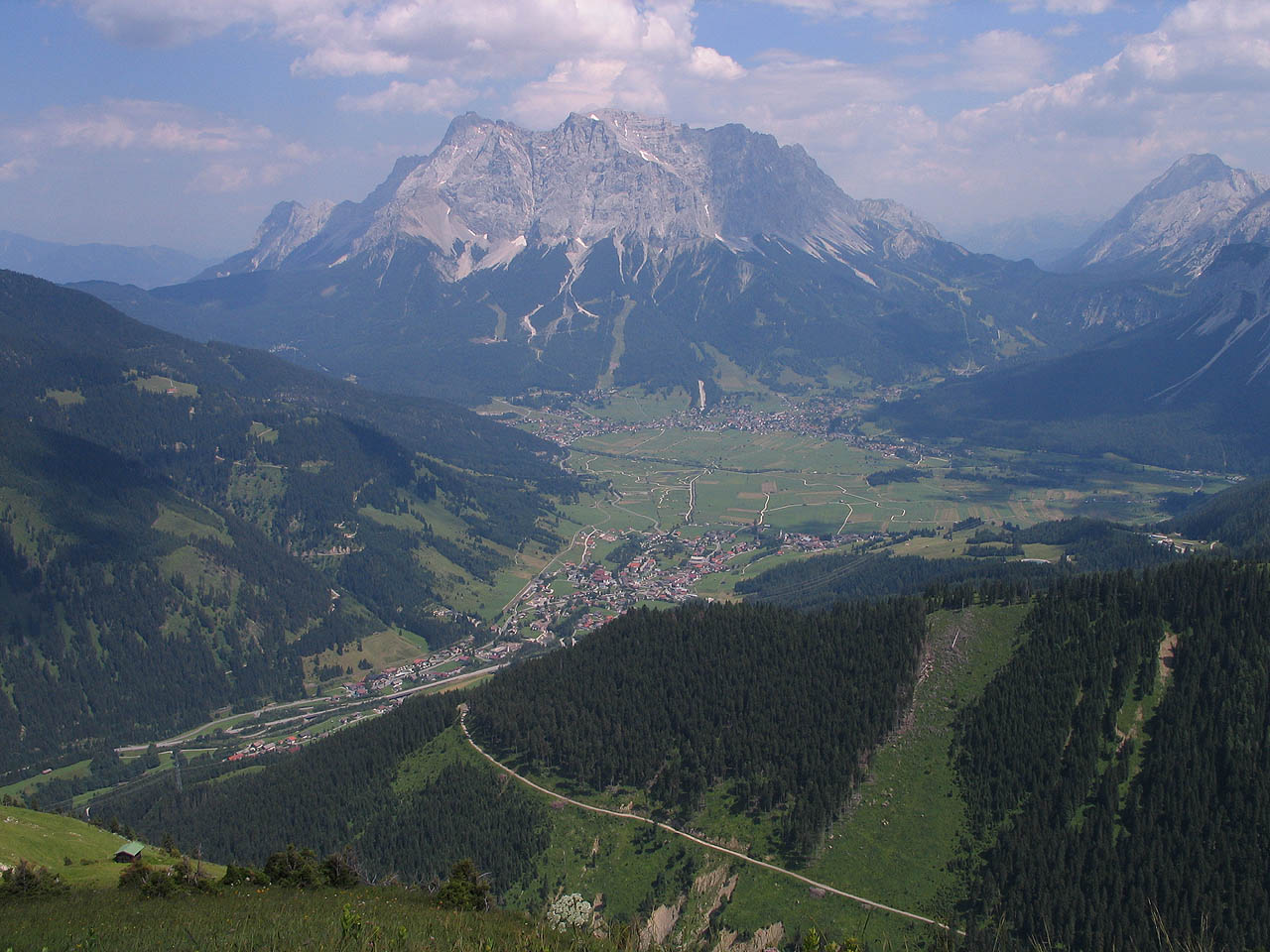
Le point culminant de l'Allemagne : le Zugspitze dans les Alpes bavaroises

- les Alpes que l'on peut séparer en trois régions distinctes d'ouest en est : les Alpes algaviennes au nord-est du lac de Constance forment un cercle autour des sources de l'Iller (point culminant avec la Mädelegabel, 2 721 m); les Alpes bavaroises ou préalpines à partir du Lech, où se trouvent les sommets les plus élevés, la Zugspitze (2 962 m), le Hochwanner (2 746 m) et le Watzmann (2 713 m) ; et les derniers contreforts des Alpes de Salzbourg, au-delà de l'Inn (Sonntags Horn, 1 962 m) ;
- la Forêt-Noire au sud-ouest, dominée par le Feldberg (1 493 m) et le Schauinsland (1 284 m) ;
- la forêt de Bavière (Bayerischer Wald) qui culmine au Großer Arber (1 456 m) ;
- les monts Métallifères (Erzgebirge) à la frontière tchèque, où se situent le Auersberg (1 019 m) et le point culminant de l'est de l'Allemagne, le Fichtelberg (1 215 m) ;
- le Harz au sud de la Basse-Saxe et à l'ouest de Saxe-Anhalt où se trouve le Brocken (1 142 m).

- Autres massifs montagneux : Eifel, Elbsandsteingebirge, Fichtelgebirge, Hunsrück, Kyffhäuser, Forêt du Haut-Palatinat, Odenwald, Rhön, Rothaargebirge, Jura souabe (Schwäbische Alb), Taunus, Forêt de Teutoburg, Forêt de Thuringe, Westerwald, Wiehengebirge, Monts de Zittau

### Climat de l'Allemagne

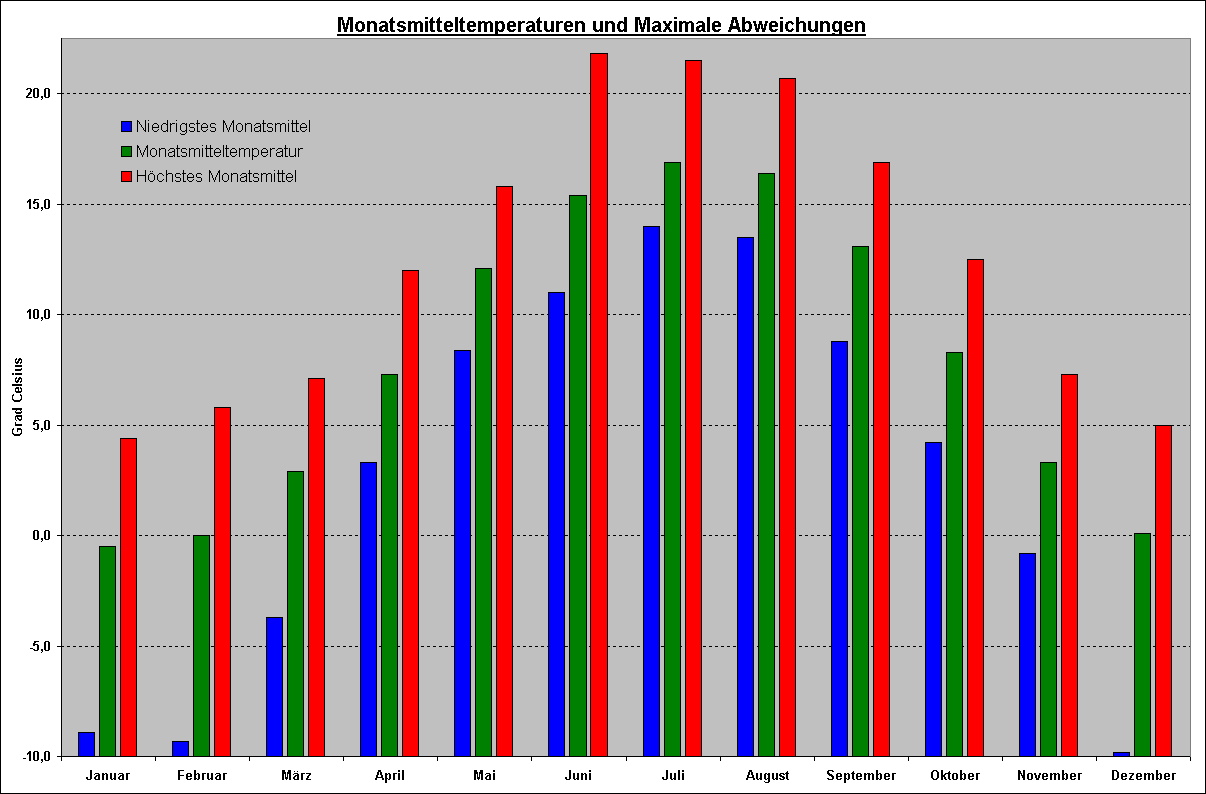
Amplitude thermique moyenne en Allemagne.

L'Allemagne se trouve dans la zone tempérée de l'hémisphère nord, et jouit pour cette raison d’un climat continental tempéré, avec une influence océanique au nord-ouest : c'est à vrai dire un climat de transition entre celui de l'Europe océanique (façade atlantique) et l'Europe continentale. Le pays subit l'influence du Gulf Stream et de l’anticyclone des Açores, qui créent une douceur climatique peu courante sous ces latitudes. Au sud du pays, le foehn, descendant des monts métallifères et des Préalpes, est l'autre vent influent. Le foehn alpin peut se manifester par des vents de 150 km/h et fait ressentir ses effets jusqu'à la vallée du Danube. L'hiver et le printemps, il réchauffe considérablement les terres et accélère la fonte des neiges. En hiver, les vagues d'air froid viennent de Sibérie. Le littoral est soumis à de fréquentes tempêtes, en particulier du fait des amplitudes thermiques plus accentuées.
L'Allemagne n'est pas exempte de catastrophes climatiques allant de longues sécheresses aux tornades en passant par des épisodes de gel sévère ou des canicules : témoin la tempête Lothar en 1999 et la tempête Kyrill en 2007. Il y a régulièrement des crues, pouvant conduire, à la suite de précipitations estivales intenses (crues de l'Oder de 1997, crue de l'Elbe de 2002) ou d'une brutale fonte des neiges (crue du Rhin de 1993), à des inondations ou des dégâts considérables. Les crues relativement fréquentes du Rhin s'expliquent sans doute par les travaux de correction du Rhin Supérieur, menés au XIXe siècle par l’ingénieur Tulla, et qui ont eu pour effet de raccourcir et d'encaisser le lit majeur de ce fleuve. On tente depuis quelques années d'écrêter les crues par la création de zones d’expansion. Les sécheresses affectent principalement le nord-est de l'Allemagne, mais elles peuvent toucher parfois le pays dans son ensemble, comme l'a bien montré la canicule de 2003. Parmi les catastrophes historiques ayant touché l'Allemagne, il y a lieu de citer le déluge de Thuringe de 1613, les crues de l'Oder de 1947, la Tempête de neige d'Allemagne du Nord de 1978 et le raz-de-marée de 1962 sur le littoral de la Mer du Nord, qui fit 300 victimes.
Données climatiques pour l'Allemagne tirées des relevés locaux moyennés dans le temps sur la période 1961–1990.
|                                   | Année | Mar–mai | Juin–Août | Sept–Nov | Déc–Fév | Jan  | Fév  | Mar  | Avr  | Mai  | Juin | Juil | Août | Sept | Oct  | Nov  | Déc  |
| --------------------------------- | ----- | ------- | --------- | -------- | ------- | ---- | ---- | ---- | ---- | ---- | ---- | ---- | ---- | ---- | ---- | ---- | ---- |
| T moyenne(°C)                     | 8,4   | 7,8     | 16,5      | 9,1      | 0,9     | −0,5 | 0,5  | 3,7  | 7,6  | 12,2 | 15,5 | 17,1 | 16,9 | 13,8 | 9,4  | 4,2  | 0,9  |
| Temp. min (°C)                    | 4,6   | 3,4     | 11,6      | 5,5      | −2,4    | −3,0 | −2,5 | 0,0  | 3,0  | 7,3  | 10,6 | 12,3 | 12,0 | 9,3  | 5,7  | 1,6  | −1,5 |
| Temp. max (°C)                    | 12,4  | 12,3    | 21,4      | 12,8     | 2,9     | 2,0  | 3,4  | 7,5  | 12,1 | 17,2 | 20,4 | 22,0 | 21,9 | 18,4 | 13,1 | 6,9  | 3,2  |
| Amplitude thermique (°C)          | 7,8   | 8,8     | 9,8       | 7,3      | 5,2     | 5,0  | 5,9  | 7,4  | 9,1  | 9,9  | 9,8  | 9,7  | 9,8  | 9,0  | 7,5  | 5,3  | 4,7  |
| Jours de gel                      | 103,9 | 27,5    | 0,7       | 16,9     | 58,7    | 21,0 | 19,3 | 16,4 | 9,0  | 2,2  | 0,3  | 0,2  | 0,2  | 0,8  | 4,5  | 11,6 | 18,4 |
| Jours de pluie                    | 178,2 | 44,0    | 44,3      | 43,0     | 46,8    | 16,6 | 13,4 | 14,9 | 14,3 | 14,9 | 15,1 | 14,8 | 14,4 | 13,6 | 13,5 | 15,9 | 16,8 |
| Précipitations (mm)               | 700   | 163     | 221       | 166      | 150     | 51   | 40   | 48   | 51   | 65   | 77   | 72   | 71   | 57   | 50   | 58   | 59   |
| Pression atmosphérique (hPa−1000) | 9,3   | 8,1     | 13,7      | 9,9      | 5,7     | 5,5  | 5,5  | 6,4  | 7,6  | 10,2 | 12,9 | 14,2 | 14,2 | 12,4 | 9,9  | 7,3  | 6,0  |
| Couverture nuageuse (%)           | 72,0  | 69,3    | 63,0      | 73,8     | 81,9    | 83,5 | 78,0 | 74,8 | 69,3 | 63,8 | 64,8 | 63,5 | 60,6 | 66,9 | 72,9 | 81,5 | 84,3 |

Ces moyennes climatiques pour l’Allemagne peuvent varier sensiblement d'une région à l'autre, ce que l'on peut constater sur le diagramme de précipitations de l’Allemagne. Le record de pluviométrie est détenu par la ville de Remscheid, dans la vallée de Wupper. La plus haute température moyenne annuelle se trouve en Bade méridionale et dans la région du graben rhénan avec plus de 11 °C, alors qu'à Oberstdorf (aux confins des Alpes d'Allgäu) la moyenne n'excède pas 6 °C. Il y a une tendance générale au réchauffement : d'après le Deutscher Wetterdienst, depuis 1990, pour 14 années sur 15, la température moyenne de 8,3 °C est systématiquement dépassée, et même en 2000 on relève jusqu'à 9,9 °C. Les étés, en particulier, sont nettement plus chauds, et pour la dernière décennie, le printemps est en avance de cinq jours en moyenne. Les passereaux demeurent près d'un mois de plus en Allemagne que dans les années 1970.
L'année 2018 est la plus chaude jamais enregistrée jusqu'alors.

### Hydrographie
Vu l'organisation du relief en Allemagne, résultant du recul des glaciers vers le nord à la fin de la glaciation de Würm, la plupart des fleuves coulent vers le nord et se jettent soit dans la mer du Nord, soit dans la mer Baltique.
- Le Danube prend sa source dans la Forêt-Noire et traverse la Bavière avant de se diriger vers l'Autriche et l'Europe centrale jusqu'à la mer Noire.
- Le Rhin marque la frontière avec la Suisse, puis la France et s'écoule à travers les Pays-Bas vers la mer du Nord.
- La Weser traverse l'Allemagne centrale pour rejoindre la mer du Nord à Bremerhaven.
- L'Elbe, en provenance de la Bohême, passe par la Saxe, la Saxe-Anhalt et la Basse-Saxe avant d'atteindre Hambourg et de se jeter elle aussi dans la mer du Nord.
- Enfin l'Oder et la Neisse délimitent la frontière actuelle avec la Pologne.

#### Liste alphabétique des fleuves et rivières
Ahr, Aller, Alster, Altmühl, Danube, Dussel, Eider, Elbe, Elde, Ems, Fulda, Havel, Iller, Ilz, Inn, Isar, Lahn, Lech, Leine, Lenne, Lesum, Lippe, Main, Moselle, Mulde, Naab, Neckar, Neiße, Oder, Pegnitz, Regen, Rhin, Ruhr, Saale, Saar, Sieg, Spree, Unstrut, Werra, Weser, Wupper

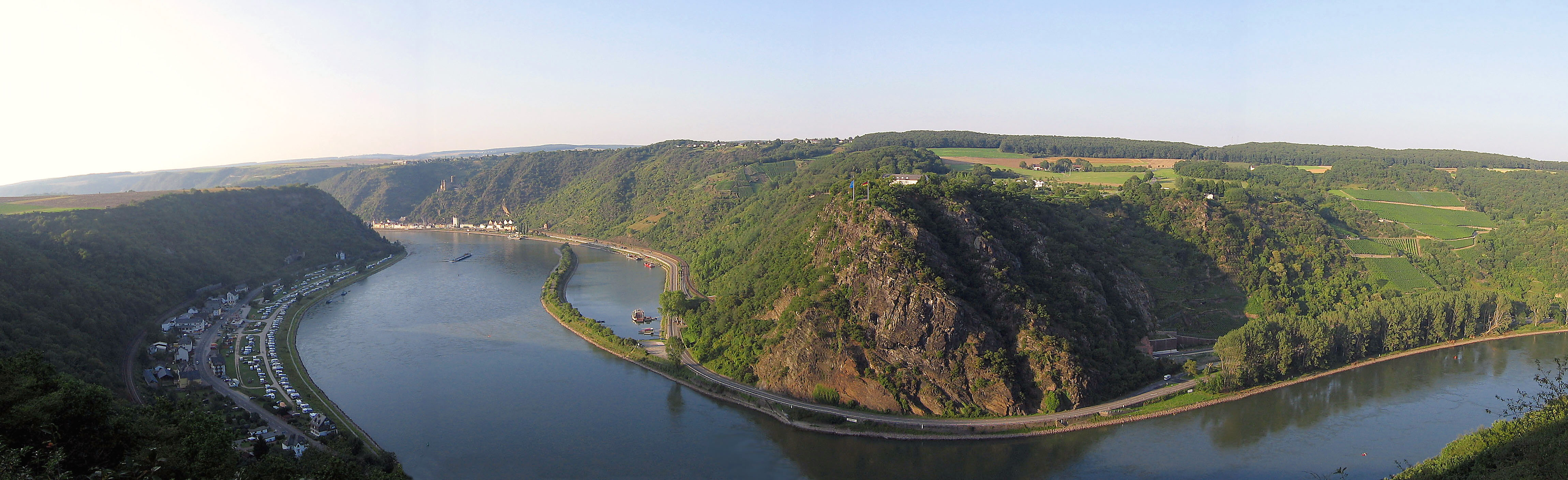
Le Rhin en Allemagne

#### Lacs d'Allemagne
- Le plus grand lac d'Allemagne est le lac de Constance (536 km2), à la frontière avec la Suisse et l'Autriche.
- La Mecklenburgische Seenplatte comprend de nombreux lacs dont le lac Müritz (117 km2), le lac de Schwerin (63 km2), le Plauer See (38,4 km2) et le lac Kummerower (32,55 km2)
- De nombreux lacs importants se trouvent en Bavière dont le Chiemsee (79,9 km2), le Starnberger See (57,2 km2), l'Ammersee (46,6 km2) et le Tegernsee (8,9 km2)
- Autres lacs importants : Großer Plöner See (30 km2) et Ratzeburger See (14,3 km2) au Schleswig-Holstein, lac de Steinhude (29,1 km2) et Zwischenahner Meer (5,2 km2) en Basse-Saxe.

## Faune et flore
30 % du territoire allemand est couvert par la forêt (feuillus ou conifères). Les landes et les tourbières occupent une partie du nord du pays.

### La flore d'Allemagne
L’arbre et la forêt jouent un rôle primordial dans la civilisation allemande, ce qui explique notamment le rôle considérable de la couleur verte. Mais la forêt a inspiré aussi de nombreux poètes et écrivains germanophones, épanchant leur mélancolie à travers de magnifiques descriptions bucoliques. La protection de l’environnement (Umweltschutz) est un thème important dans la vie des Allemands, d’où le rôle non négligeable des partis écologistes. Les forêts, où abondent champignons et fruits des bois, occupent 31 % de la superficie du pays. Les espèces d’arbres les plus représentées sont les conifères – le sapin de Noël est une tradition allemande – puis viennent les chênes et les hêtres. Le Waldsterben (la mort de la forêt), dû aux pluies acides, est devenu un drame national. D’importantes mesures de sauvegarde de la forêt ont été prises, surtout dans le Schwarzer Dreieck, « triangle noir » en matière écologique à la frontière germano-polono-tchèque. L’Allemagne est l’un des pays européens les plus concernés par la défense de la nature. Son territoire ne compte pas moins de seize parcs nationaux, 14 réserves naturelles et 80 parcs régionaux.

### La faune d'Allemagne

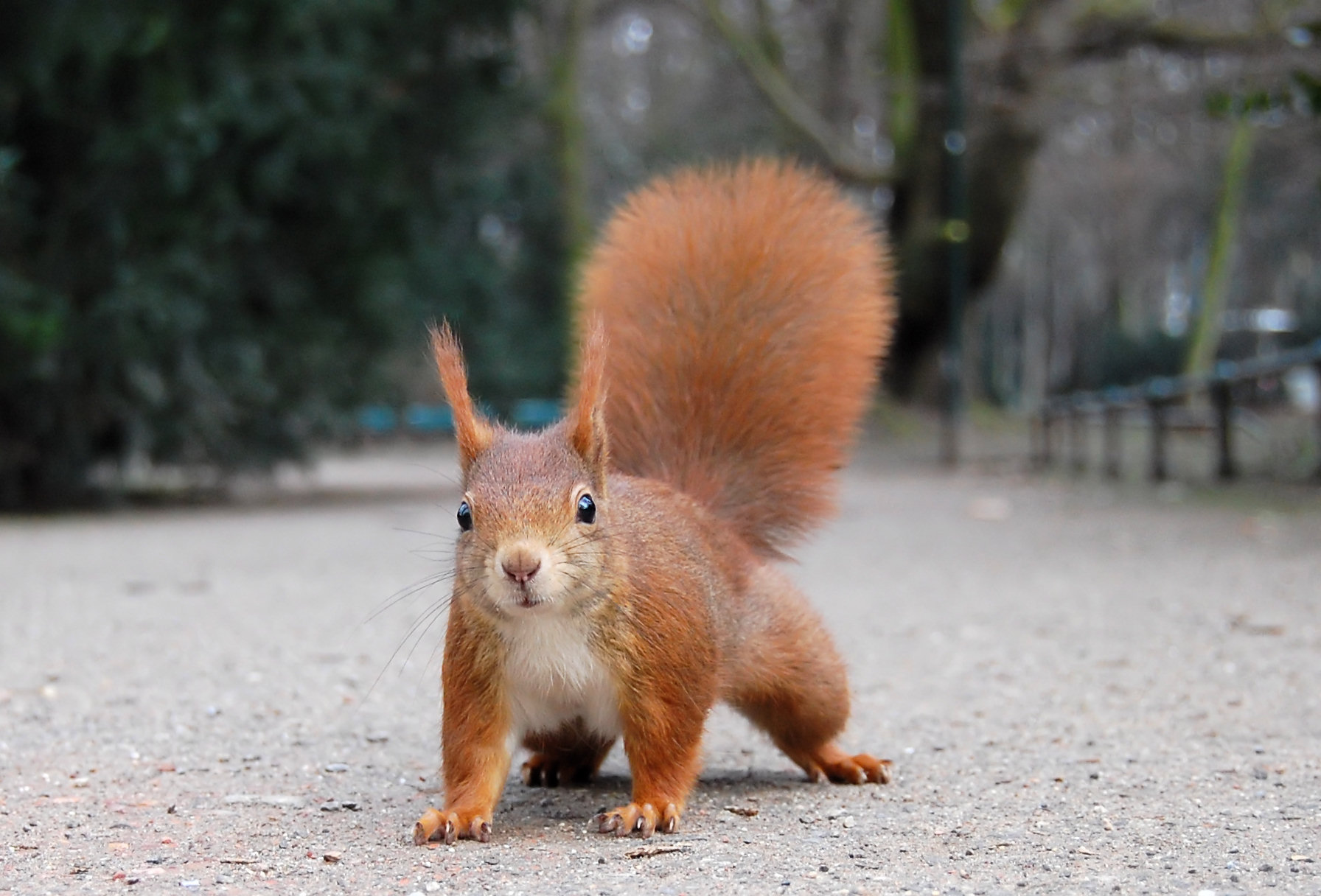
Un écureuil roux dans le parc du château de Dusseldorf.

L’Allemagne abrite une faune riche en animaux sauvages. On croisera le plus souvent dans les forêts de grands mammifères comme les daims, les cerfs et les chevreuils. Les sangliers sont très nombreux, tout comme les écureuils et les renards qui sont souvent habitués à la présence humaine. On trouve encore quelques chamois dans la région de la Suisse saxonne, et des castors aux alentours des fleuves comme l’Elbe et l’Oder. Dans cette même région vivent encore des chats sauvages ainsi que des loups. À la campagne, les lièvres, les blaireaux, les belettes et les souris ne sont pas rares. Sur les bords des mers du Nord et Baltique, il est courant de voir des mouettes, tandis que les aigles de mer sont en voie d’extinction. Les bas-fonds marins (Wattenmeer) sont d’excellents observatoires ornithologiques en bord de mer. L’Est regorge de faucons et de grues, et dans toutes les forêts du pays vous entendrez le chant des oiseaux, comme celui du pic-vert.

## Géographie humaine

### L'Allemagne, un territoire à géométrie variable
On ne peut pas comprendre l’Allemagne sans examiner rapidement son histoire. L'État allemand dans ses frontières actuelles est récent : les frontières actuelles datent de 1990, après la réunification de la RFA et de la RDA. Ces frontières ne sont pas naturelles, mais choisies par les Européens pour régler les conflits. Quelle est l’évolution du territoire allemand ? Quelles sont les conséquences de cette évolution sur le peuplement ?
Dans l’Antiquité et au Moyen Âge, le mot « Allemagne » n’existe pas. Pour les Romains, les peuples qui occupent le territoire actuel de l’Allemagne sont des Germains et des barbares. Parmi ces peuples, les Alamans (terme signifiant « tous les hommes ») semblent être à l’origine du nom « allemand », qui n'est utilisé qu'en français (la plupart des autres langues européennes utilisant l'ethnonyme « teuton »). Après avoir été sous l’influence de Rome, la région tombe sous la coupe des Francs. Charlemagne conquiert la Saxe et étend sa domination jusqu’à l’Elbe. En 843, ses petits-fils se partagent son empire lors du traité de Verdun : la Francie orientale, dirigée par Louis le Germanique apparaît comme le lointain ancêtre de l’Allemagne.
La période suivante est marquée par l’établissement du Saint-Empire romain germanique (Xe siècle) qui se décompose rapidement en principautés quasiment autonomes. Au XIIIe siècle, les chevaliers teutoniques se lancent dans la colonisation de l'Europe de l'Est, en particulier de la Prusse-Orientale. Au XVIIIe siècle, des populations germaniques luthériennes s'installent sur la Volga à l'invitation de la tsarine Catherine II pour fuir les persécutions religieuses.
Ils constituent la communauté des Allemands de la Volga.
Il faut attendre le XIXe siècle pour que les Allemands se sentent appartenir à une nation et 1871 pour que l’Empire allemand soit unifié par la Prusse. À la fin du XIXe siècle, le Reich de Guillaume Ier mesure 541 000 km2, y compris l'Alsace-Lorraine. C’est aussi à cette époque que l’Allemagne connaît des bouleversements profonds : l’exode rural provoque une forte croissance démographique. 5,5 millions d'Allemands émigrent aux États-Unis à partir de la famine de 1815. Ensuite, l’Empire allemand connaît la révolution industrielle qui affecte surtout la région Rhin-Ruhr (charbon, lignite). Enfin, les grandes agglomérations se développent.
En 1918, l’empire allemand est vaincu par les Alliés au terme de la Première Guerre mondiale. Avec le traité de Versailles (1919), le territoire allemand est amputé à l'ouest du Territoire du Bassin de la Sarre, de la Posnanie et du couloir de Dantzig dans sa partie orientale. Des milliers d’Allemands de Pologne et des Sudètes s’installent dans les nouvelles frontières du pays. Adolf Hitler arrive au pouvoir en 1933 et rêve d’agrandir l’Allemagne suivant l’idéologie de l’espace vital. Il souhaite récupérer les régions perdues en 1918 et refonder un Reich puissant. Il dote l’Allemagne d’un réseau moderne d’autoroutes.

Les zones d’occupation alliée après 1945

Le Troisième Reich capitule en 1945 et les traités de paix diminuent encore l’État allemand (avec notamment la perte totale de la Prusse-Orientale et le déplacement de la frontière polonaise). Comme après 1918, les migrations de populations sont considérables, car les frontières sont bouleversées : de 1945 à 1950, l'Allemagne accueille 11 millions de réfugiés de l'Est.
Sur le plan géopolitique, les armées soviétiques occupent l’Est et la rupture de la guerre froide (1947) finit par diviser le pays : à l’ouest du rideau de fer s’étend la RFA, dont la capitale est Bonn. Elle choisit le régime démocratique et l’économie de marché. Elle se trouve dans le camp américain. Le miracle économique allemand attire les immigrants turcs et yougoslaves.
À l’est, la RDA se transforme en dictature communiste centralisée, aux ordres de Moscou. Sa capitale se situe à Berlin-est. Les conséquences géographiques sont importantes : les voies de communication sont entravées entre les deux parties. Des familles se trouvent séparées. En 1961, les autorités de l’est construisent le mur de Berlin pour empêcher l’exode. Il faut attendre 1990 pour que l’Allemagne soit réunifiée. Mais cette réunification a un coût : l’ex-RDA doit reconvertir son économie sur le modèle capitaliste. Il faut raccorder les infrastructures de transport qui avaient été sectionnées par le rideau de fer. Le mur de Berlin est détruit et de grands travaux sont organisés pour accueillir les nouvelles administrations. Il s’agit également de rééquilibrer la répartition des richesses entre l’Est et l’Ouest.
La réunification, menée par le gouvernement de Helmut Kohl (1982-1998), a coûté près de 900 milliards d'euros entre 1990 et 2000, environ 5 % du PIB ouest-allemand. Malgré tout : les régions de l'ex-RDA ont un taux de chômage nettement supérieur, le PIB par habitant est inférieur d'un tiers et, à l'exception de Berlin, les nouveaux Länder perdent des habitants. S'ensuit ce que les Allemands nomment l’« Ostalgi e», regret de la sécurité douillette d'une économie dirigée.

### Organisation politique et administration du territoire
L’Allemagne n’est pas une République, mais un État fédéral. Le territoire est découpé en 16 Länder ou « États régionaux », disposant de larges pouvoirs. Les Länder sont très différents en taille et en population et sont hérités de l'occupation alliée après 1945 : le plus étendu est la Bavière. Trois d’entre eux sont concentrés autour de villes : Brême, Berlin et Hambourg. Les compétences de chaque Land sont diverses : éducation, culture, police… L’État fédéral dispose d’un gouvernement dirigé par un chancelier et garde la charge des grands dossiers concernant tout le pays (économie, défense, affaires étrangères…).

### Répartition de la population allemande

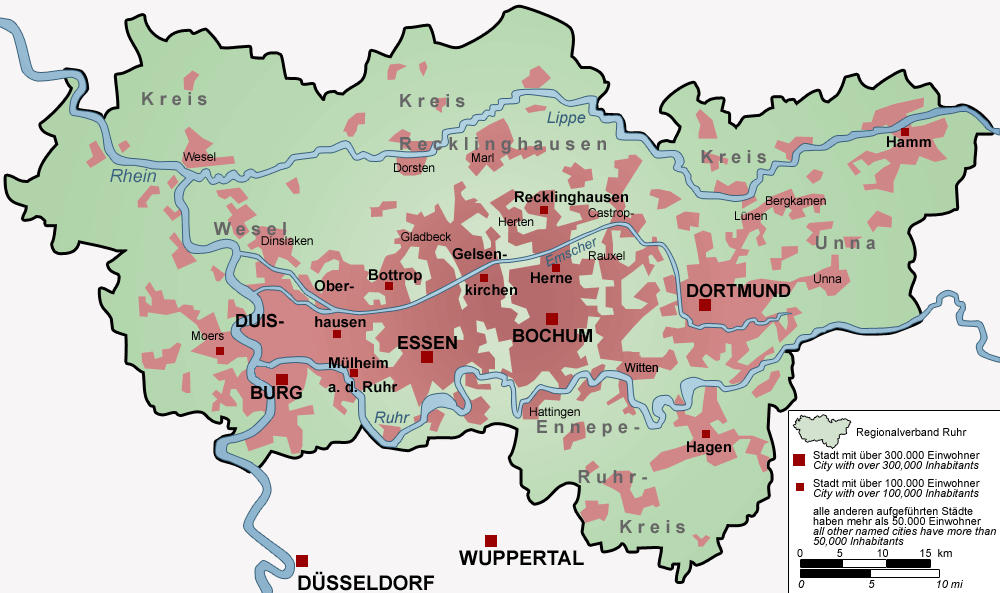
Une région très peuplée : la conurbation de la Ruhr

L’Allemagne est le pays le plus peuplé de l’Union européenne, avec 82,5 millions d’habitants. Sa densité (231 hab./km2) est deux fois plus grande que celle de la France.
Mais cette population est très inégalement répartie : les plus fortes concentrations humaines se trouvent sur deux axes : celui de la Ruhr et du Rhin, à l’ouest du pays. Ici, les agglomérations de Dortmund, Essen, Duisbourg, Düsseldorf et Cologne se touchent pour former une grande conurbation. Le deuxième axe est d’orientation est-ouest et s’étend de Dresde à la frontière avec les Pays-Bas : il englobe les villes de Leipzig et de Hanovre. Il existe en outre trois foyers très denses mais plus isolés : les régions de Munich, Berlin et Hambourg.

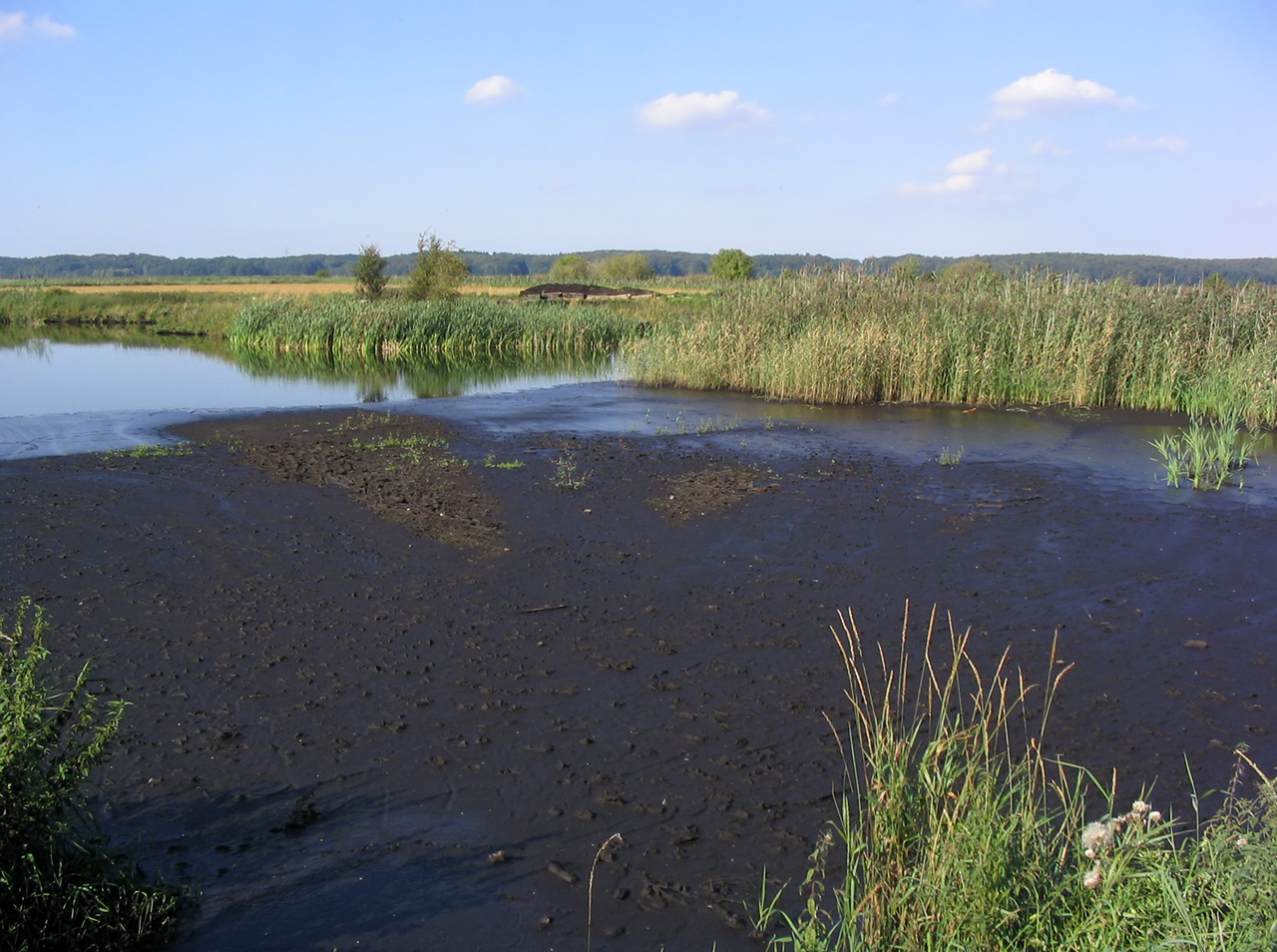
Une région faiblement peuplée : tourbière près de Bad Sülze en Mecklembourg-Poméranie-Occidentale (Allemagne du nord-est)

À côté de ces régions fortement peuplées, s’en trouvent d’autres moins peuplées, comme les landes et les marais dans les plaines du Nord, la région de l’Eifel, des Alpes bavaroises, le petit Palatinat, la Marche de Brandebourg et le Mecklembourg-Poméranie-Occidentale (77 hab./km2). Cependant, les milieux vraiment naturels sont quasiment absents. Le pays a été mis en valeur de longue date et les campagnes sont relativement plus peuplées qu'en France du fait d'une périurbanisation et d'une rurbanisation précoce liées à l'excellence des réseaux de transport. Les densités sont très rarement inférieures à 50 hab./km2.
Le taux de natalité de l'Allemagne est l’un des plus faibles d'Europe (8,25 pour mille. L'accroissement naturel est négatif depuis les années 1980 pour les 11 Länder de l'Ouest. Plusieurs explications peuvent être données à ce phénomène : le faible pourcentage de naissances hors mariage, l'absence totale d'une politique familiale incitative - peu de crèches ni d'école maternelle pour les enfants de moins de 5 ans - , la quasi-obligation pour une femme de s'arrêter de travailler quand elle a un jeune enfant. Jusqu'au début des années 1990, les cinq Länder de l'Est avaient un taux de fécondité bien plus élevé qu'à l'Ouest. En effet, pour favoriser le travail des femmes et soutenir la croissance démographique, la RDA avait mis sur pied une véritable politique familiale. Avec la réunification, tous ces avantages ont disparu. La natalité de l'Est de l'Allemagne est aujourd’hui aussi faible que celle de l'Ouest. Aujourd'hui la population allemande n'augmente que grâce à un solde migratoire positif. Mais on peut constater des disparités de situation. Le solde migratoire est négatif à l'Est. Le taux de chômage y est très élevé. Les Ossis migrent vers l'Ouest à la recherche de meilleures conditions de vie.

### Population urbaine et agglomérations
Avec 87 % de citadins, l’Allemagne est l’un des pays les plus urbanisés de la planète. Le réseau urbain n’est pas dominé par une seule ville. Berlin ne compte que 3,4 millions d'habitants et se place derrière Moscou, Paris, Londres ou Saint-Pétersbourg en termes d'agglomération. La densité y est 6 fois inférieure à celle de Paris. 13 villes ont plus de 500 000 habitants ; 85 villes ont plus de 100 000 habitants, ce qui représente environ 26 millions d’individus. Mais la majorité des Allemands réside dans les villages et les petites villes : plus de sept millions vivent dans des communes qui ne dépassent pas 2 000 habitants. 46 millions habitent dans des communes comprises entre 2 000 et 100 000 habitants.

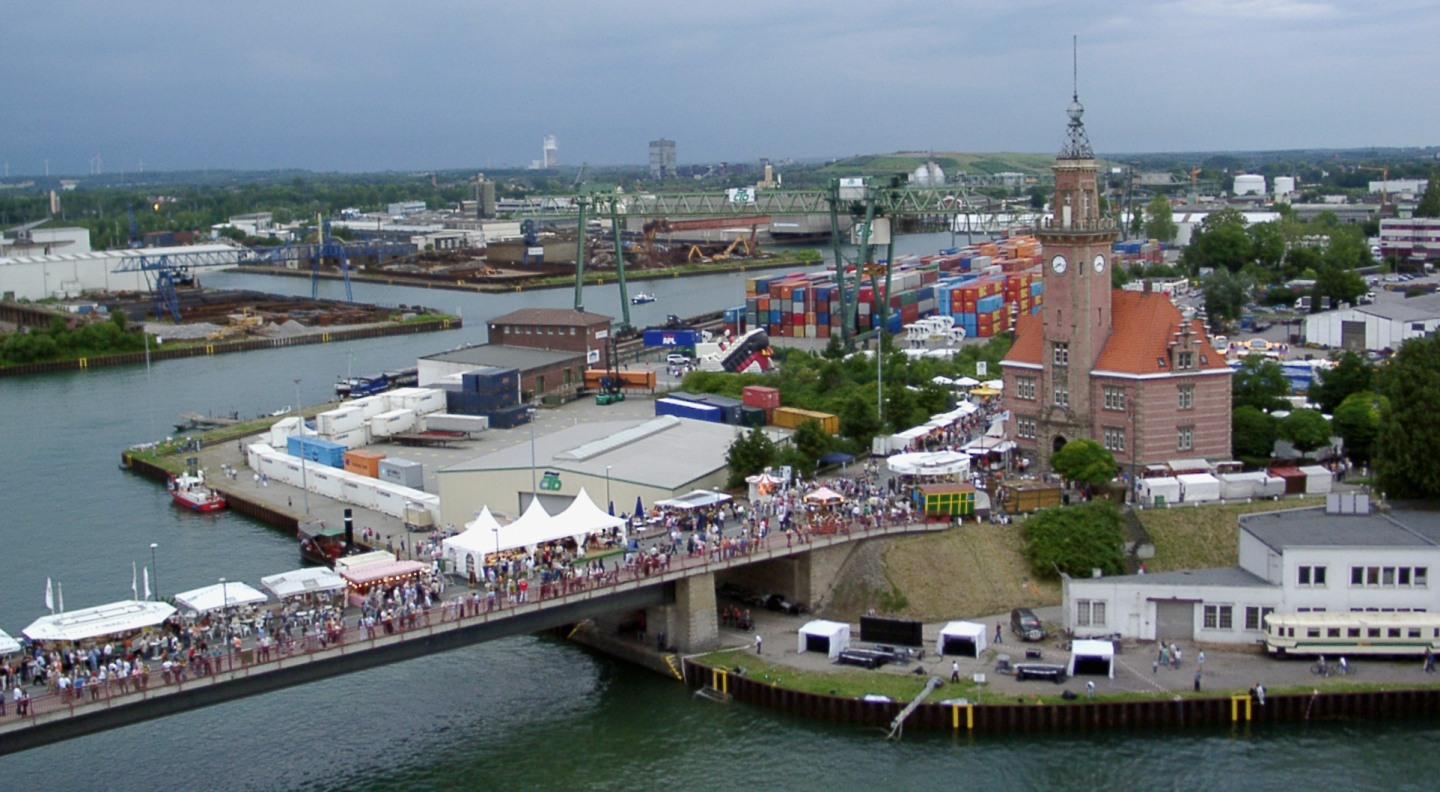
Dortmund dans la Ruhr : paysage urbain, portuaire et industriel

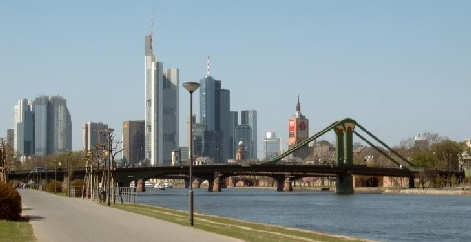
Le quartier des affaires de Francfort

Le phénomène urbain est ancien en Allemagne : Trèves (Rhénanie-Palatinat) est fondée au début de l’Empire romain. Les villes industrielles de l'ouest ont particulièrement souffert des bombardements alliés de 1944-1945. Hambourg, Cologne, Coblence, Mayence ou Würzbourg sont des villes martyrs qu'il faut rebâtir après la Seconde Guerre mondiale. Le centre de Fribourg-en-Brisgau (Bade-Wurtemberg) a été reconstruit à l'identique. Mais beaucoup d'autres ont été modernisées et reconstruites rapidement : elles disposent d'un centre piétonnier, de jardins, d'un tramway et des grands magasins. En RDA communiste, l'habitat collectif a produit de grands ensembles d'immeubles. Les centres historiques d'Allemagne de l'Est ont été relativement épargnés et certains sont réhabilités (Dresde, Schwerin, Görlitz) ou même classés au patrimoine mondial de l'UNESCO (Weimar, Stralsund)... À l'Ouest Lübeck et Bamberg ont été réhabilitées.
Les organismes de statistiques prennent en compte quatre niveaux urbains :
- Les Ballungsgebiete, au nombre de 12, sont des agglomérations regroupant plus de 500 000 habitants sur moins de 50 km2. Les densités sont supérieures à 1 000 hab./km2
- Les 46 Verdichtungsräume sont des régions de plus de 100 km2 regroupant au moins 150 000 habitants ; exemples : Sarre, Rhin-Ruhr, Augsbourg…
- Les Kernstädte
- Les Stadtregionen, ou "régions urbaines".

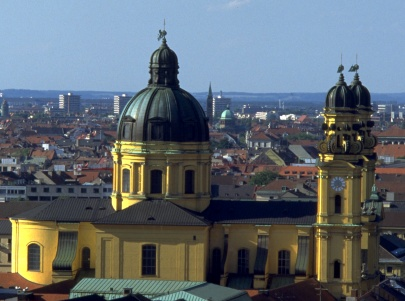
Vue de Munich, Bavière

Les principales aires urbaines sont (en 2005 et en millions d’habitants) :
1. Conurbation de la Ruhr : 11,3
2. Conurbation de la Rhin-Main : 5,0
3. Berlin : 4,1
4. Hambourg : 3,2
5. Stuttgart : 2,5
6. Munich : 2,3
7. Mannheim : 1,5

Population des principales villes, d’après les chiffres de l’encyclopédie, en millions d’habitants :
| 1. Berlin : 3,3 2. Hambourg : 1,7 3. Munich : 1,2 4. Cologne* : 0,9 5. Francfort : 0,6 6. Essen* : 0,6 | 1. Stuttgart : 0,5 2. Düsseldorf* : 0,5 3. Duisburg* : 0,5 4. Hanovre : 0,5 5. Dortmund* : 0,5 |

Typologie des villes allemandes :
- Les villes industrielles : elles se sont développées au XIXe siècle avec la révolution industrielle. La ville de Leverkusen doit son essor à l’implantation des usines chimiques Bayer.
- Les villes tertiaires : les villes de la Hanse formaient déjà un réseau de cités marchandes dynamiques au Moyen Âge. Aujourd’hui, le secteur tertiaire n’est jamais absent des villes allemandes, même dans les cités industrielles. Les activités tertiaires sont majoritaires à Berlin (capitale politique), Munich (sièges sociaux, tourisme), Hambourg (activités liées au port, logistique…), Francfort (siège de la Banque centrale européenne, quartier des affaires, premier aéroport du pays), Bonn (centres de conférences).
- Les villes universitaires : la plus ancienne est Heidelberg, dont l’université a été fondée au XIVe siècle.
- Les villes princières : à l’époque du Saint-Empire romain germanique, les principautés étaient parfois réduites à une ville et sa campagne.

## Aménagement du territoire: réduire les déséquilibres et protéger l'environnement
L'Allemagne est divisée en 97 régions d'aménagement.

### Les transports

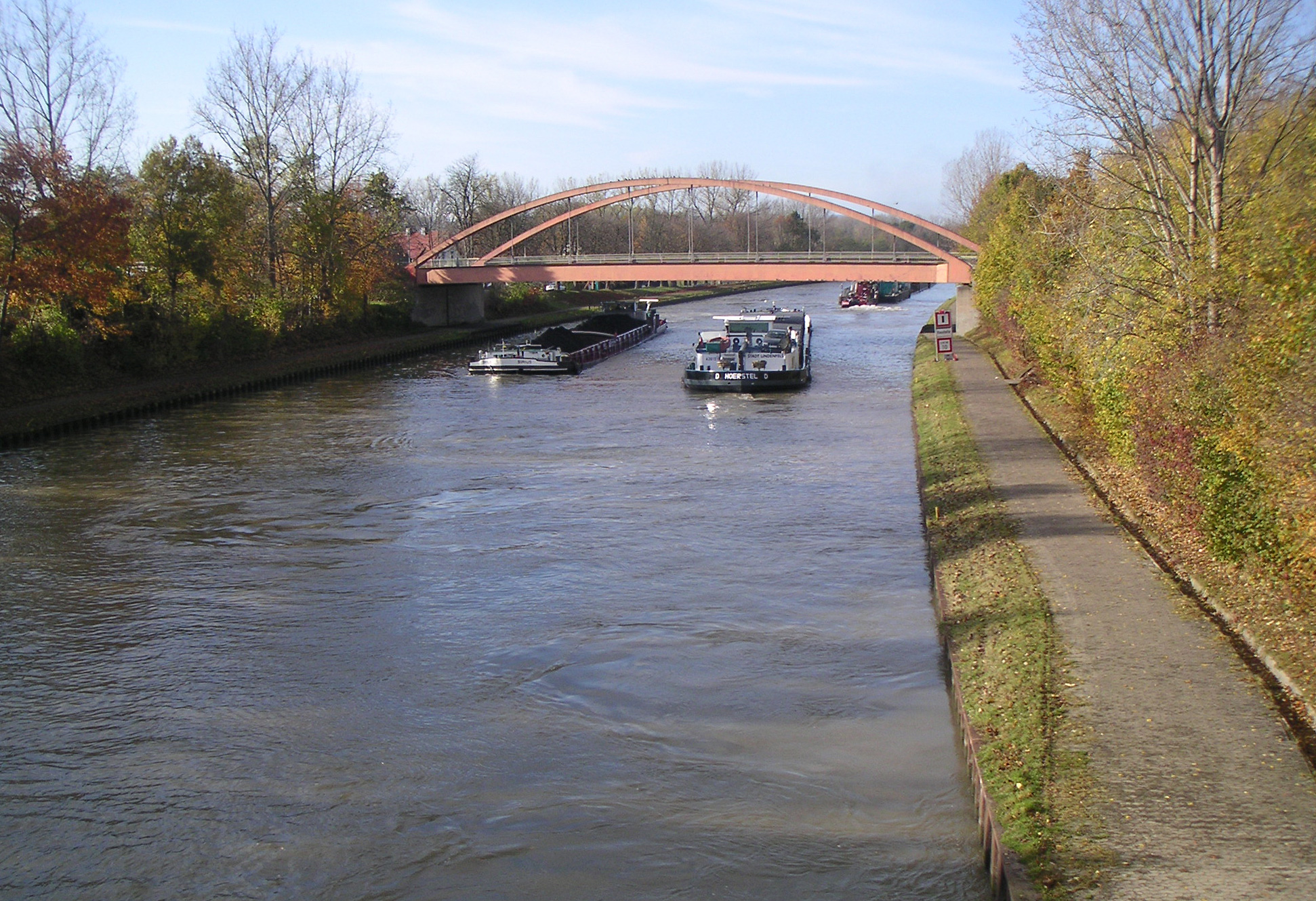
Le Mittellandkanal près de Minden, Allemagne

La disparition du rideau de fer et la réunification ont posé des problèmes d'infrastructures de transport : il a fallu raccorder les routes et les voies ferrées. Le plan unité allemande a été lancé en 1992 pour moderniser et compléter les infrastructures de transport.
Le réseau de transport est dense et l'offre est diversifiée. On compte 231 000 km de routes, 44 800 km de voies ferrées et 11 300 km d'autoroutes en Allemagne. Aucune région n'est à l'écart des grandes voies de communication et leur structure n'est pas radio-concentrique comme en France. Cependant, le réseau apparaît plus serré à l'ouest, en particulier dans la partie allemande de la dorsale européenne. Avec la réunification, le gouvernement s'est engagé à raccorder les nouveaux Länder et à développer les liaisons est-ouest. Le transport fluvial est également important : le Rhin a été aménagé depuis le XIXe siècle pour accueillir les péniches et pour empêcher les crues catastrophiques. Le premier port fluvial du monde se trouve à Duisbourg. Le réseau hydrographique permet de relier l'Allemagne à la mer du Nord, à la mer Baltique et à la mer Noire (par le canal Rhin-Main-Danube). Aménagé à partir de 1938, le Mittellandkanal est navigable sur 621 km et permet de relier l'Oder à l'est et le Rhin à l'ouest. En 1992, le canal Rhin-Main-Danube constitue l'autre grand chantier des transports.
L'Allemagne dispose en outre de 17 aéroports internationaux et de plusieurs dizaines d'aéroports nationaux ou régionaux. Celui de Francfort est l'un des grands hubs aéroportuaires en Europe. Troisième aéroport du continent pour le trafic de passagers, il a été étendu en 1984 pour faire face à la forte croissance du transport aérien. La compagnie aérienne Lufthansa a son siège à Francfort. Cette ville bénéficie de la présence de la banque centrale européenne et d'une forte concentration de sièges sociaux.

### L’environnement

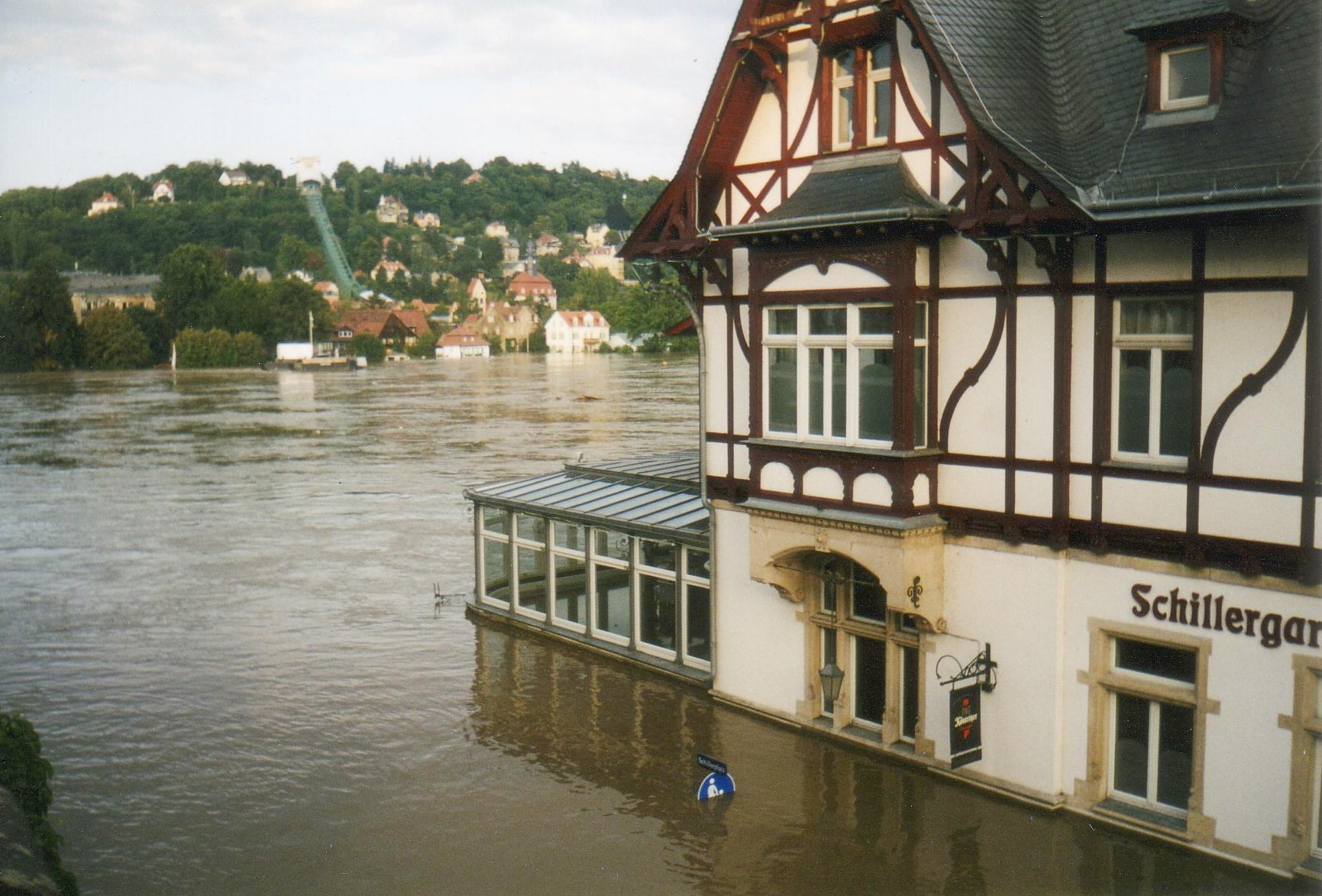
Inondations à Dresde en 2002

L'Allemagne est le pays qui produit le plus de richesses en Europe. Le haut niveau de vie de ses habitants ainsi que les fortes densités et l'ancienneté de l'industrie ont des effets sur l'environnement.
Dans l'est de l'Allemagne, le modèle productiviste socialiste a provoqué d'importantes pollutions : les centrales thermiques de Lusace ainsi que les aciéries utilisaient le lignite comme combustible, ce qui entraîna la mort de nombreux espaces forestiers. L'exploitation de l'uranium dans les monts Métallifères provoqua la contamination radioactive du sol, des nappes d'eau et de l'air sur un secteur d'environ 40 km2. Entre 1946 et 1990, 80 000 ouvriers ont travaillé pour fournir de l'uranium à l'URSS ; ils sont aujourd'hui atteints de cancers et de silicose. Les travaux d'assainissement ont coûté quelque 6,5 milliards d’euros. L'intense circulation automobile génère aussi une importante pollution atmosphérique. 250 000 sites industriels sont toujours jugés dangereux.
L'Elbe est le fleuve le plus pollué d'Allemagne alors que la qualité des eaux du Rhin s'est améliorée du fait d'une gestion concertée à défaut d'être exemplaire entre ses États riverains. Les rejets de l'agriculture (nitrates) mais surtout de l'industrie sont en cause.
Le littoral est soumis à de violentes tempêtes en hiver et le pays doit faire face à des inondations récurrentes : les dernières sont celles d'août 2002 à Dresde et d'août 2005 en Bavière.
L'Allemagne s'est néanmoins engagée dans une politique de développement durable. Sous le gouvernement de G. Schröder, sous la pression des Grünen (Verts), l'Allemagne a renoncé à l'énergie nucléaire civile sans que le débat ne soit réellement effectué. De ce fait, l'Allemagne est largement importatrice d'énergie, notamment en provenance de France. Depuis la réunification, 100 000 emplois ont été supprimés dans le charbon et le lignite. Les centrales thermiques de l'est ont été modernisées. La production d'énergie d'origine hydraulique est peu développée et se concentre dans le massif du Harz.
L'Allemagne est l'un des principaux producteurs d'énergie éolienne avec 20 622 MW de puissance installée à la fin de l'année 2006. En 2008, les États-Unis l'ont dépassée et sont devenus le premier pays pour la capacité d’énergie éolienne avec 25 170 MW installés contre 23 902 MW pour l'Allemagne.esr

## Géographie économique et régionale
La réunification de 1990 a changé l'organisation de l'espace allemand. L'espace rhénan reste cependant le cœur de l'Allemagne, aussi bien sur le plan économique que sur le plan démographique. La conurbation Rhin-Ruhr est toujours le cœur industriel de l'Allemagne malgré la nécessaire mutation de la Ruhr. Francfort continue de jouer son rôle de capitale financière du pays.
Depuis le début des années 1960, les régions du sud, le Bade-Wurtemberg et la Bavière sont des espaces attractifs. Ce sont des régions aussi bien industrielles (techniques de pointe, complexes militaro-industriels) que touristiques. Le solde migratoire régional est fortement positif.
Depuis la réunification, le centre et le Nord jouissent d’une position fortement améliorée. Les ports de Hambourg et de Brême disposent de l'Hinterland de l'ancienne RDA dont ils étaient privés jusqu'en 1990. Ces ports permettent au Land de Basse-Saxe d'occuper une place majeure dans l'espace mondialisé.
Les cinq Länder de l'Est constituent une périphérie en reconstructions. Le passage d'une économie socialiste à une économie de marché a entrainé la fermeture de nombreuses usines vétustes et peu concurrentielles, le développement de friches industrielles, des migrations régionales vers les Länder de l'Ouest et une forte augmentation du chômage. Le taux de chômage était, fin 2006, de 16,4 % alors qu'il est de 10,1 % pour l'ensemble de l'Allemagne. Ceci est dû à une faible compétitivité qui persiste depuis plus de 15 ans, malgré les investissements consentis par le gouvernement fédéral. Cette situation a abouti à un « désamour » entre les Allemands de l'Ouest et les "Ossis", les uns trouvant qu'ils ont payé trop cher l'union, les autres se sentant oubliés par les plus nantis et regrettant l'époque de la RDA. Ce dernier phénomène a été appelé Ostalgie par les journalistes.
Une étude plus fine des régions allemandes est possible.

### Vallée du Rhin

#### Rhin-Ruhr

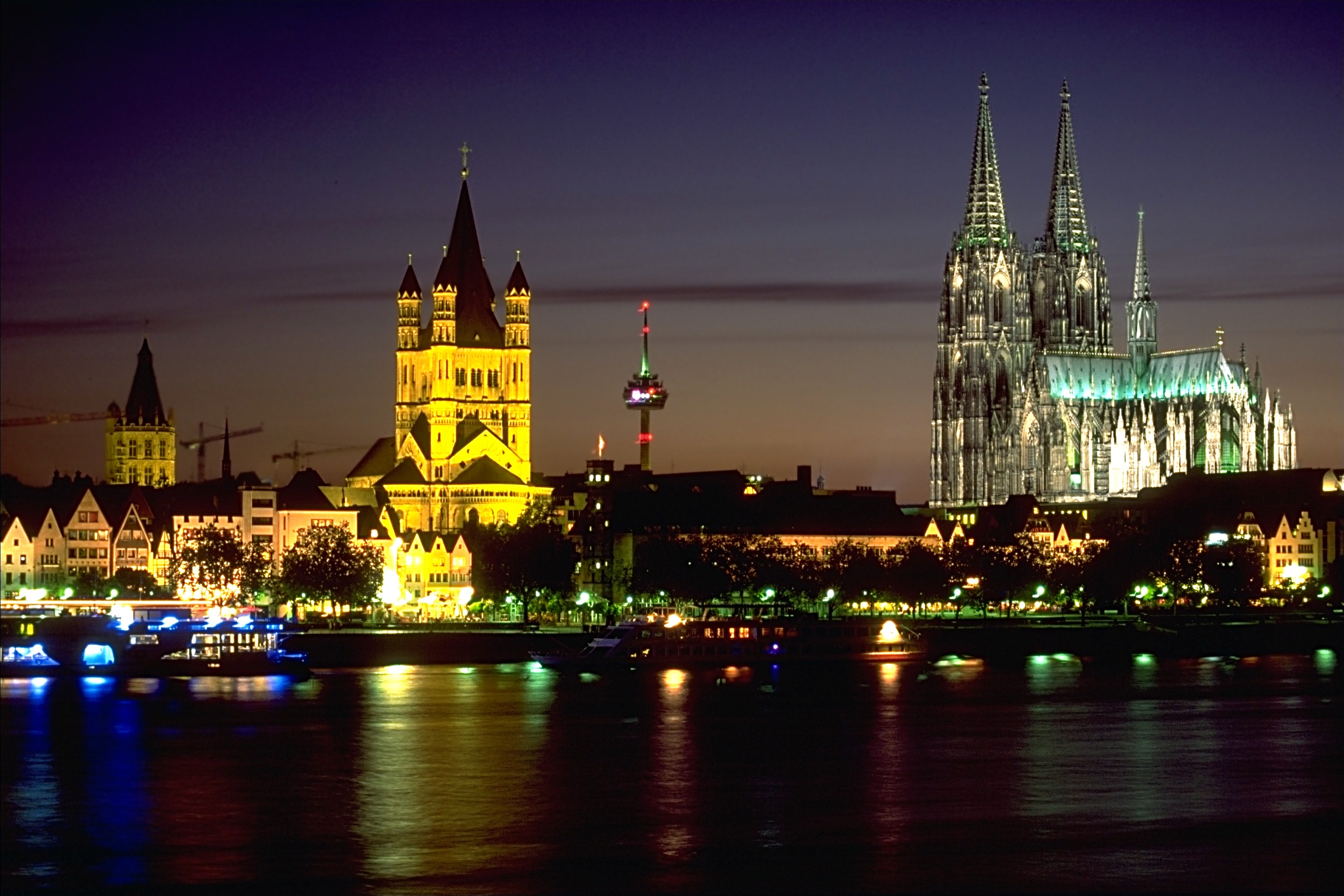
Cologne

La Ruhr est une région industrielle et urbaine située au nord-ouest de l'Allemagne. Elle bénéficie d'une situation favorable de confluence entre le Rhin et son affluent la Ruhr (port fluvial de Duisbourg). Elle est au cœur de la mégalopole européenne et profite d'un important bassin de main d'œuvre et de population : la Ruhr est aussi une conurbation de plusieurs millions d'habitants. La région urbaine inclut les villes d'Essen, Düsseldorf, Cologne…
Au XIXe siècle, la Ruhr a fondé son développement sur l'exploitation des mines de charbon. La révolution industrielle a permis à l'Allemagne de se hisser aux tout premiers rangs des puissances industrielles à la fin du XIXe siècle.
Aujourd'hui, la région doit reconvertir ses activités : l'exploitation du charbon de la Ruhr est devenue trop coûteuse face à la concurrence des charbons étrangers. Il est plus rentable d'importer le charbon et le fer par le Rhin. Quelques puits de mines survivent grâce aux subventions fédérales. Mais le chômage dépasse la moyenne nationale.

#### Rhin supérieur
Le tourisme et la viticulture sont deux activités importantes de cette région.

### LaSarre

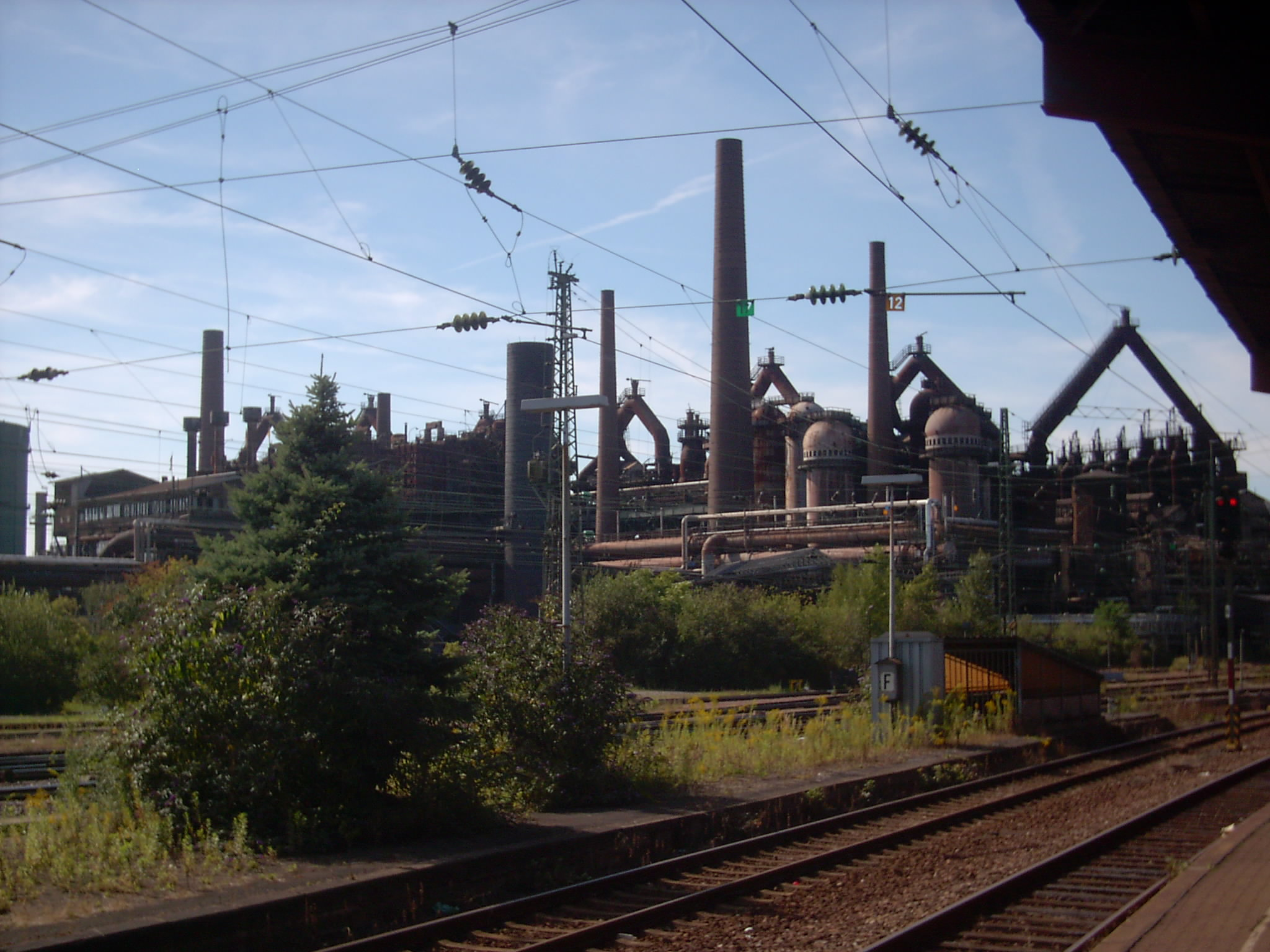
Usine sidérurgique de Völklingen dans la Sarre

Le développement industriel de la Sarre a reposé sur :
- La sidérurgie : en 1994 l'usine sidérurgique de Völklingen a été classée au patrimoine mondial de l'UNESCO.

### Le Sud dynamique
- Un cadre de vie agréable

Les Länder de Bavière et du Bade-Wurtemberg ont su tirer parti depuis le Moyen Âge d'une situation de carrefour entre la mer du Nord et la mer Méditerranée.
- Des activités de pointe

Contrairement à la Ruhr, le sud de l'Allemagne ne dispose pas de réserve de charbon. Son développement industriel s'est donc manifesté plus tard, essentiellement au XXe siècle. Des industries dynamiques se sont alors créées : BMW, Adidas, industries aéronautiques. La Bavière a bénéficié des nouvelles activités issues de la révolution informatique. Les principaux centres de haute technologie sont Munich, Nuremberg et Stuttgart.
C'est également la région où le PIB par habitant est le plus élevé d'Allemagne, et où le taux de chômage y est le plus faible.

### L'Est en reconversion
Au temps de la RDA, l'État communiste a encouragé la production industrielle, notamment dans l'industrie lourde (région de Leipzig). Les investissements allemands ont concerné les nouveaux Länder : Volkswagen s'est installé à Mosel.
Des flux migratoires partis de l'est en reconversion après la réunification ont fourni le sud dynamique, l'Allemagne du nord-est, et l'Allemagne rhénane en main-d’œuvre.

### Le Nord-Ouest de l’Allemagne

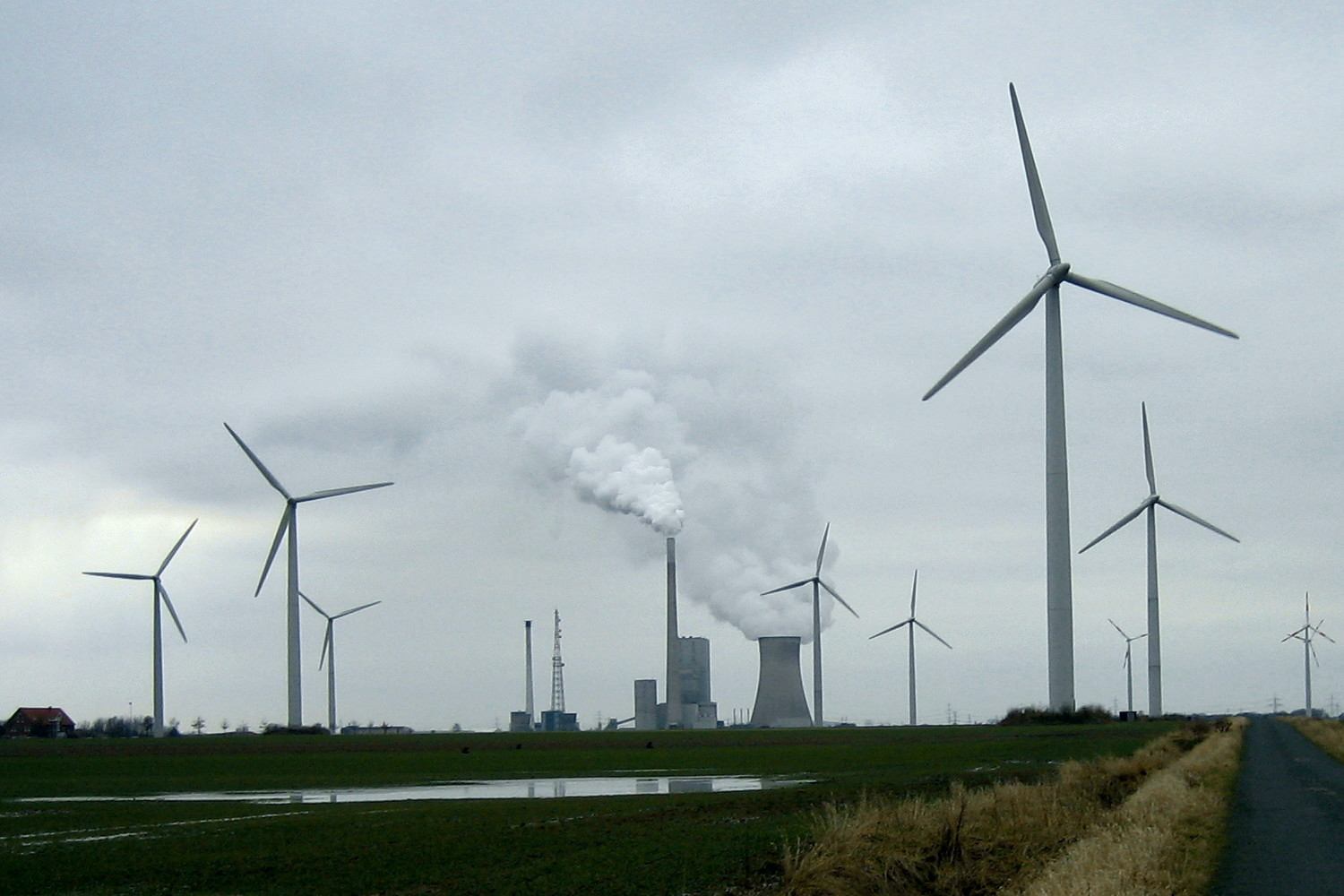
Centrale thermique et éoliennes. Peine, Basse-Saxe, Allemagne

Le Nord-Ouest est dominé par les activités portuaires : les deux principaux ports maritimes sont Hambourg et Bremerhaven. La région est aussi réputée pour ses industries de transformation (Hanovre, Brême).

### Filmographie
- Deutschland von oben, L'Allemagne vue d'en haut, documentaire de presque 82 minutes, réalisé par Petra Höfer et Freddie Röckenhaus, pour ZDF et Colour Film, 2012, en particulier diffusion France 5, dimanche 16 août, 17H35. Quelques paysages naturels et/ou anthropisés de montagne, de vallée, de forêts, de plaine campagnarde, de réserves, de villes portuaires... observés du ciel au cours des quatre saisons allemandes.